# Herbarz: Ginak Bylinar
Herbarz: Ginak Bylinar es un libro con ilustraciones y descripciones botánicas que fue escrito por el médico y naturalista nacido en Siena Pietro Andrea Gregorio Mattioli y publicado en el año 1562.